# أحمد بن شعيب النسائي

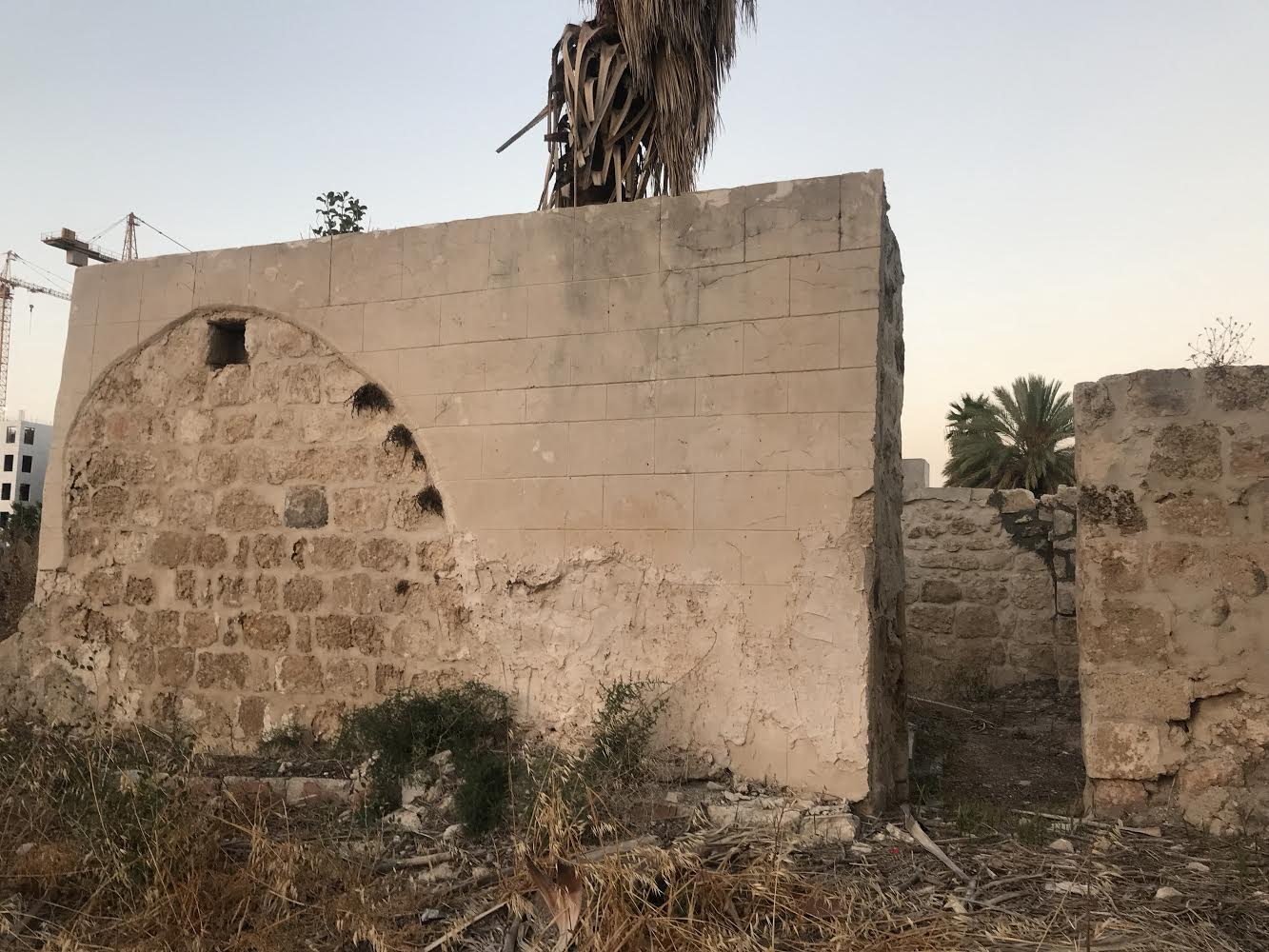
مدخل الحجرة التي يوجد فيها قبر الإمام

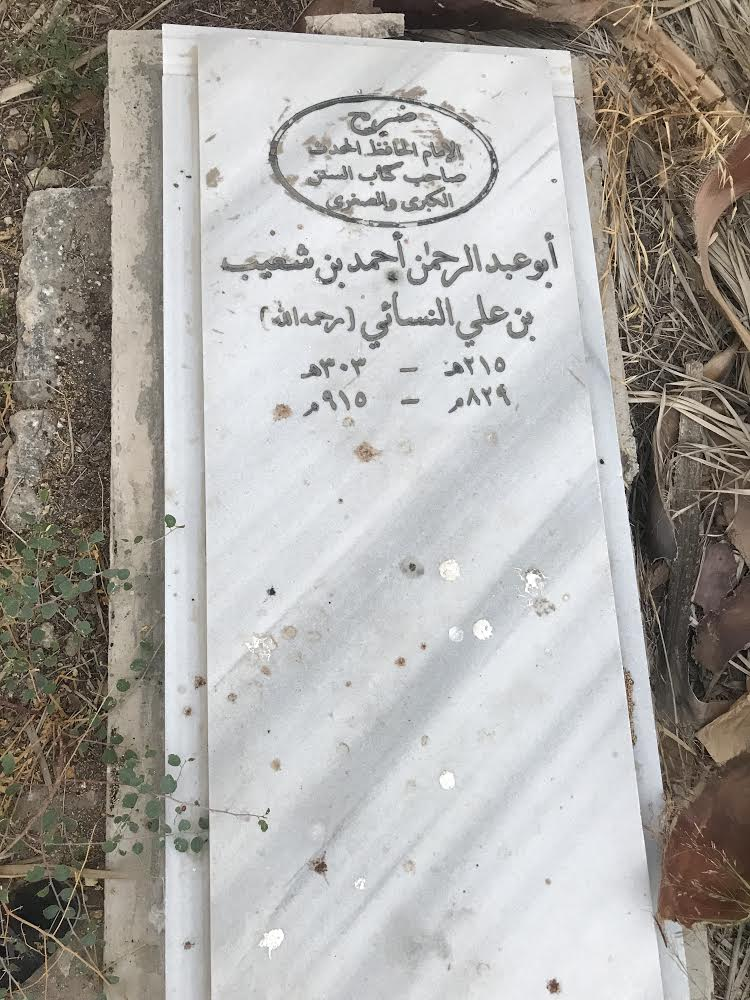
قبر الإمام النسائي

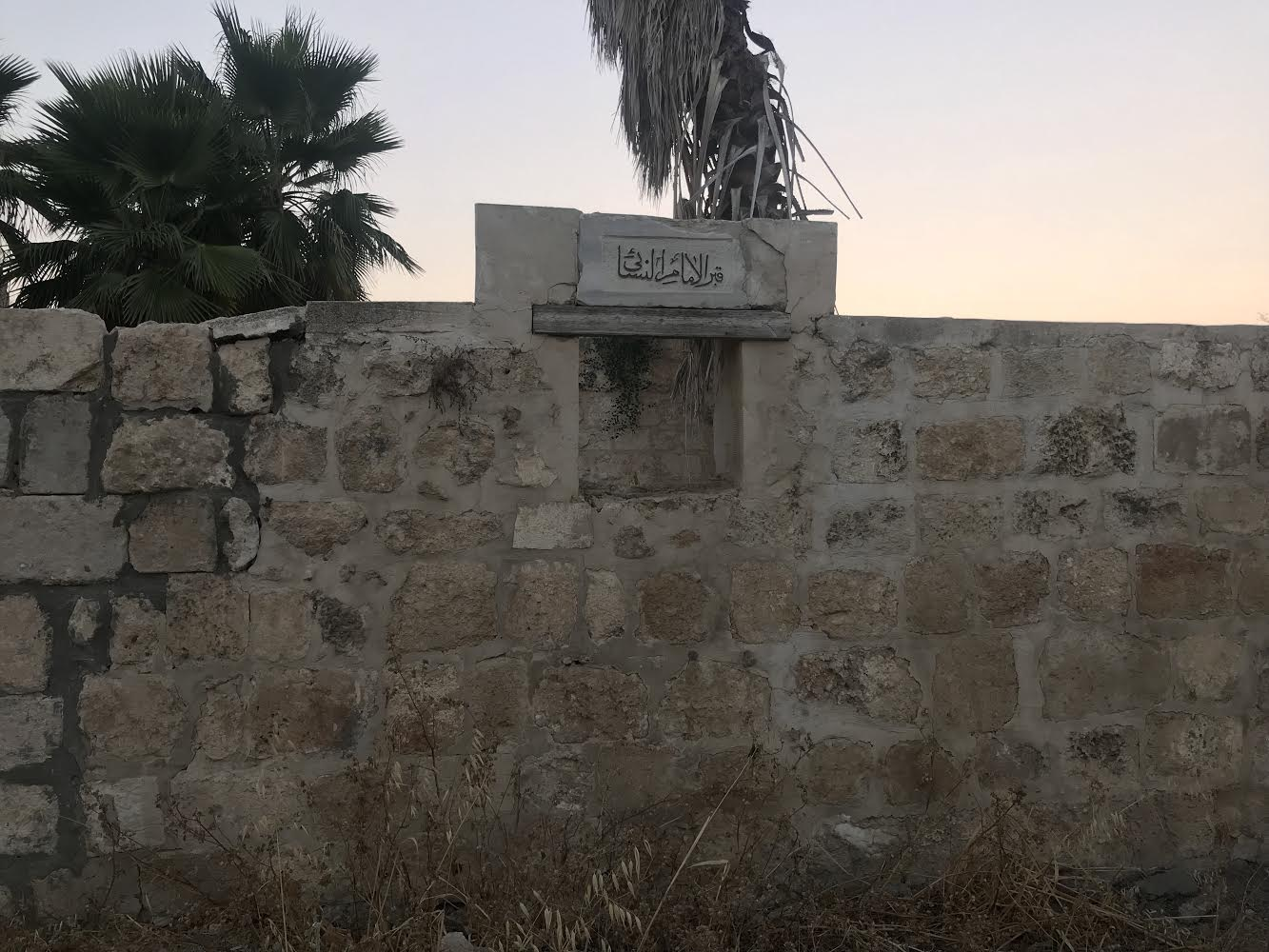
حجر الشاهد على مكان قبر النسائي في الرملة بفلسطين

أبو عبد الرحمن أحمد بن شعيب بن علي بن سنان بن بحر بن دينار النَّسائي (215 هـ - 303 هـ)، (829م - 915م) محدِث وقاضٍ، وأحد أئمة الحديث النبوي الشريف، صاحب السنن الصغرى والكبرى، المعروف بسنن النسائي، ولد سنة 215 هـ في بلدة نسا من بلاد خراسان قديمًا وتقع في تركمانستان حاليًا، وطلب العلم والحديث وهو صغير، فرحل إلى خراسان والحجاز والعراق والشام والجزيرة العربية ثم استوطن مصر، ورحل الحفاظ إليه، خرج إلى دمشق فوجد المنحرف بها عن علي بن أبي طالب كثير، فألف كتاب «الخصائص» في خصائص علي فأُوذِي بسبب ذلك، وتوفي في سنة ثلاث وثلاثمائة، له العديد من المصنفات أشهرها السنن، وصنف أيضًا في الضعفاء والمتروكين، وفضائل الصحابة، وله كتاب في التفسير.

## مناقبه
- قال ابن عدي: «سمعت منصور الفقيه وأحمد بن محمد بن سلامة الطحاوي يقولان: أبو عبد الرحمن إمام أئمة المسلمين.»
- وقال محمد بن سعد البارودي: «ذكرت النسائي لقاسم المطرز، فقال: هو إمام أو يستحق أن يكون إمامًا.»
- وقال أبو علي النيسابوري: «النسائي إمام في الحديث بلا مدافعة.»
- وقال أبو الحسين بن المظفر: «سمعت مشايخنا بمصر يعترفون لأبي عبد الرحمن النسائي بالتقدم والإمامة ويصفون من اجتهاده في العبادة بالليل والنهار ومواظبته على الحج والجهاد وإقامته السنن المأثورة واحترازه عن مجالس السلطان وأن ذلك لم يزل دأبه إلى ان استشهد» [6]

## شيوخه
من أشهر من أخذ عنهم واستفاد من علمهم:
- الشيخ قتيبة بن سعيد الذي ارتحل إليه في سن الخامسة عشرة وأقام عنده سنة وشهرين.
- محمد بن إسماعيل البخاري.
- مسلم بن الحجاج المشهور بالإمام مسلم.
- أبو عيسى محمد الترمذي المشهور بالترمذي.
- وأبو داود.
- أبو كريب.
- سويد بن نصر.
- محمد بن نصر المروزي.
- محمود بن غيلان.
- محمد بن بشار (بُندار).
- هناد بن السري.
- محمد بن عبد الأعلى.
- ابن وارة
- محمد بن المثنى بن عبيد بن قيس بن دينار البصري.

## تلامذته
أما من أخذوا عنه فهم كثيرون أشهرهم:
- أبو القاسم الطبراني
- أبو جعفر الطحاوي
- إبراهيم بن محمد بن صالح بن سنان
- أبو علي الحسين بن محمد النيسابوري، الشهير النيسابوري
- محمد بن معاوية بن الأحمر الأندلسي
- الحسن بن رشيق
- محمد ابن حيويه
- حمزة الكناني، وغيرهم

## آثاره
ترك النسائي آثارًا من أشهرها:
| - السنن الكبرى. - السنن الصغرى أو سنن النسائي الصغرى ويعرف كذلك بسنن النسائي. - خصائص أمير المؤمنين علي بن أبي طالب وهو كتاب تهذيب خصائص الإمام علي. - فضائل الصحابة. - كتاب المناسك. - الضعفاء والمتروكين. - تسمية مشايخ النسائي الذين سمع منهم، ومعه: ذكر المدلسين. - عشرة النساء. - المنتقى من عمل اليوم والليلة. - فضائل القرآن. | - كتاب الأغراب. - كتاب العلم. - كتاب النعوت والأسماء والصفات. - الإمامة والجماعة. - الجزء فيه معرفة من روى عنه الشيخ الإمام أبو عبد الرحمن. - كتاب الجمعة. - كتاب الوفاة (وفاة النبي صلى الله عليه وسلم). - صحيح وضعيف سنن النسائي. - من لم يرو عنه غير واحد. |

## وفاته
قال أبو سعيد بن يونس في «تاريخه»: كان أبو عبد الرحمن النسائي إمامًا حافظًا ثبتًا، خرج من مصر في شهر ذي القعدة من سنة اثنتين وثلاث مائة، وتوفي شهيدًا بمدينة القدس على يد جماعة من الشباب الذين تنازعوا معه على كتابة كتاب باسم العباس وذلك في يوم الاثنين لثلاث عشرة خلت من صفر، سنة ثلاث.
روى الذهبي وابن خلكان والمقريزي وغيرهم، أن النسائي خرج من مصر إلى دمشق والمنحرف بها عن علي كثير، فصنف كتاب تهذيب خصائص الإمام علي رجاء أن يهديهم الله عز وجل، فسئل عن فضائل معاوية فقال: أي شيء أخرّج؟! ما أعرف له من فضيلة إلّا حديث: اللهم لا تشبع بطنه! فضربوه في الجامع الأموي على خصيتيه وداسوه حتى أُخرج من الجامع الأموي، ثمّ حمل إلى الرملة فمات شهيدًا، وفي رواية أخرى إلى مكة فمات فيها. والأرجح أنه مات بالرملة.
لا اختلاف في عام وفاة النسائي. وكاد يكون إجماع المؤرخين، على أنه توفي يوم الاثنين لثلاث عشرة خلت من صفر، سنة ثلاث وثلاثمائة.

## وصلات خارجية
- صفحة النسائي الموسوعة العربية العالمية